# André Noël (résistant)
Pour les articles homonymes, voir André Noël et Noël (homonymie).
André Noël (Ger, 1er juin 1909 - Cologne, 7 janvier 1944), dit Alfred Neucet, est un résistant français, militant démocrate-chrétien et dirigeant de Combat Zone Nord.
Officier de réserve, lieutenant d’artillerie, il est trois fois cité pendant la campagne de 1940 et, la même année, reçoit la Croix de Guerre.
Bachelier es-lettres et es-sciences, licencié en droit, diplômé de l’école des hautes études commerciales et de l’école des sciences politiques, il est, sous l’Occupation, administrateur du comité de répartition du bois.
Animateur du cercle démocrate-chrétien qui se réunit chez lui, 24 rue de Verneuil, il héberge Pierre Le Rolland réfugié à Paris. Tous deux sont présentés à Robert Guédon par le révérend père Michel Riquet.
Lors de la réorganisation du groupe Nord, André Noël est chargé de la liaison avec les autres mouvements et réseaux de résistance.
- Arrêté par la Geheime Feldpolizei, le 5 février 1942, il est emprisonné au Cherche-Midi, puis déporté à la prison de Sarrebruck, en vertu du décret Nacht und Nebel.
- 12 octobre 1943 : avec Jane Sivadon, Elizabeth Dussauze, Tony Ricou, Paul Dussauze, Charles Le Gualès de la Villeneuve, il est condamné à mort par le 2e sénat du Volksgerichtshof.
- 7 janvier 1944 : avec Tony Ricou, Paul Dussauze, Charles Le Gualès de la Villeneuve, il est guillotiné à la prison de Cologne.

## Sources
- Archives nationales.[réf. incomplète]
- Musée de la Résistance et de la Déportation de Besançon.[réf. incomplète]
- BDIC (Nanterre).[réf. incomplète]